# Jens Grand

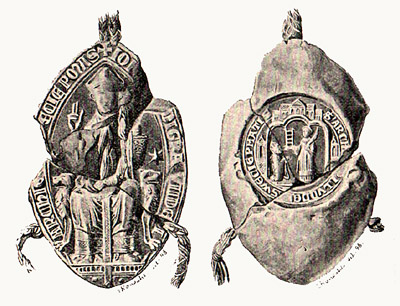
Siegel Grands

Jens Grand (* um 1260; † 30. Mai 1327 in Avignon; auch: Johann Grant, Jonas Fursat (Feuersaat) Grand) war ein dänischer kirchlicher Politiker und nacheinander Dompropst in Roskilde, Erzbischof von Lund, Riga und Bremen.

## Leben
Jens Grand entstammte einer dänischen Adelsfamilie und war mit dem Erzbischof von Lund Jakob Erlandsen und dem einflussreichen dänischen Adelsgeschlecht Hvide verwandt. Eine Gruppe um Stig Andersen Hvide d. Ä. hatte 1286 den König Erik V. von Dänemark ermordet. Grand wurde 1289 (bis 1302) Erzbischof von Lund. Die selbstbewusste Kirchenpolitik Grands in einer Zeit der Abgrenzung und des Machtkampfes zwischen der Kirche und den Trägern der weltlichen Macht reichte dem nachfolgenden König Erik VI. zusammen mit der Familienzugehörigkeit zum Hvide-Clan, Jens Grand nicht nur als politisch unbequem, sondern als ausgesprochen bedrohlich anzusehen.
Erik der VI. ließ Grand 1294 in Haft nehmen und auf Schloss Søborg im Norden der dänischen Hauptinsel Seeland einkerkern. Nach eineinhalb Jahren Haft gelang ihm dort der Ausbruch und die Flucht nach Bornholm, wo er von seiner Burg Hammershus aus den Papst Bonifatius VIII. um Hilfe und Unterstützung bat. Dieser erließ ein Interdikt und legte den Bann auf König Erik VI., was diesen aber nicht sonderlich beeindruckte. Die Krise zwischen Dänemark und der Katholischen Kirche dauerte noch bis zum Jahr 1302. Die Einigung erbrachte Grand nicht die erhoffte Entschädigung, die Vergleichszahlung Dänemarks an die Kirche war eher gering und Grand wurde als Erzbischof von Lund abberufen. Ihm wurde das Erzbistum Riga angeboten, dieses Angebot schlug Grand aber aus. Die nächsten Jahre verbrachte er in Paris.
Im Jahr 1310 wurde er von Papst Clemens V. zum Erzbischof von Bremen ernannt. Das Bistum war nach jahrelanger Sedisvakanz in Chaos versunken. Unter anderem hielt Heinrich von Borch die Burg Vörde besetzt. Grand gelang es zunächst, Ruhe in das Stift zu bringen. Um die Stiftsfinanzen zu konsolidieren, erhob er eine Steuer von 10 % auf alle Einkünfte des Klerus. Es regte sich Widerstand, im folgenden Streit verhielt sich Grand eigensinnig, ließ berechtigte Einwände seiner Gegner nicht gelten oder ignorierte sie völlig. Stattdessen verhängte er Kirchenstrafen und exkommunizierte seine Gegner, was wiederum von diesen ignoriert wurde. 1314 verbündete sich die Stadt Bremen mit den Grafen von Hoya, Oldenburg und Diepholz gegen Grand. Es kam zum Rechtsstreit, der gegen Grand entschieden wurde. Die von ihm verhängten Strafen und Exkommunizierungen wurden aufgehoben. Grand fing an, ruhelos durch das Stift zu ziehen, wurde aber nirgends wohlwollend aufgenommen. Er wurde zweimal gefangen gesetzt und in Ostfriesland sogar öffentlich von einer Frau verprügelt. 
Das Domkapitel Bremen setzte Grand 1316 unter dem Vorwand, er sei geistesgestört, ab und ernannte Johann I., den ältesten Sohn des Herzogs von Braunschweig-Lüneburg zum Administrator. Grand zog nach Avignon vor die Kurie und strengte einen Prozess gegen seine Absetzung an. Während der Prozess sich in die Länge zog, verwüsteten Wirren das herrenlose Erzstift. 1317 bezeichnete ein päpstlicher Kollektor das Bremer Erzstift als einen Schlupfwinkel von Straßenräubern. Niederer Klerus, Adel und gemeines Volk wünschten sich den Erzbischof zurück. 
Erst 1322 fällte Papst Johannes XXII. ein Urteil: Er erklärte Grands Absetzung für nichtig, bestätigte aber gleichzeitig Johann I. als Administrator. 
Grand konnte gegen den Widerstand von Stadt und Domkapitel nicht ins Stift zurückkehren, sondern übertrug die Amtsgeschäfte auf vor Ort weitgehend machtlose Vikare. Er blieb in Avignon, wo er 1327 starb.